# Гончар Андрій Васильович
Андрій Васильович Гончар (нар. 15 березня 1985, Очаків, СРСР) — український футболіст, захисник.

## Життєпис
У ДЮФЛУ виступав за київські ЦСКА і РВУФК. У 2003 році потрапив у білоруський «Дніпро» з Могильова. Всього за «Дніпро» провів 64 матчі. У 2008 році покинув команду. Взимку 2007 року побував на перегляді у маріупольському «Іллічівці». У 2007 році виступав за фінський клуб «Каянен Гака», де грав разом з іншими гравцями з України. З 2008 року по 2011 роки виступав за «Дніпро».
По закінченню кар'єри футболісти став техніком-масажистом у «Дніпрі».

## Досягнення
- Білоруська футбольна вища ліга
  -  Бронзовий призер (1): 2009[4].